# 克勞德·貝黎
克勞德·貝黎（法語：Claude Berri，1934年7月1日—2009年1月12日），生於法國巴黎，法國演員、作家、製片人、導演及分銷商，父母是波蘭/羅馬尼亞猶太人。